# Авенель, Жорж
Не путать с историком, виконтом Жоржем д’Авенелем (Georges d’Avenel; 1855—1939)
Жорж Авене́ль (фр. Georges Avenel; 31 декабря 1828, Шомон-ан-Вексен — 1 июля 1876, Буживаль) — французский публицист и историк; посвятил большую часть своей жизни изучению Французской революции.
Младший брат писателя Поля Авенеля (Paul Avenel; 1823—1902).

## Творчество
В 1865 году вышло первое крупное его произведение «Анахарсис Клоотс, оратор рода человеческого» (Anacharsis Cloots, l’orateur du genre humain), где впервые были представлены в истинном свете характер и роль этого деятеля великой революции. Благодаря глубокой эрудиции и яркости изложения д’Авенелю удалось воссоздать с чрезвычайной жизненностью и массой деталей целый ряд моментов этой эпохи.
Будучи одним из главных редакторов газеты «République Française», он поместил там серию своих дальнейших изысканий на ту же тему (1871—1874), изданных им в 1875 году отдельной книгой «Революционные понедельники» (Lundis révolutionnaires). Это сочинение немало способствовало устранению многих ошибочных мнений о французской революции, сложившихся на основании поверхностного изучения и недостаточной проверки исторического материала. Один из этюдов, вошедших в состав этого сочинения, «Настоящая Мари-Антуанетта, рассказанная ей самой» (La vraie Marie-Antoinette, décrite par elle-même), вышел также отдельным изданием (1876).
Им же было подготовлено издание полного собрания сочинений Вольтера, известное под названием «Edition du siècle», в котором была тщательно проверена и пополнена обширная корреспонденция Вольтера.
Авенель умер, не успев закончить вторую серию своих «Понедельников», над которой он в то время работал и где было отведено видное место характеристике одного из деятелей революции — Жан-Николя Па́ша.